# Asalto de Yekaterinodar (marzo de 1918)
El asalto de Yekaterinodar de marzo de 1918 (del ruso: Штурм Екатеринодара (март 1918)) o Primer Asalto de Yekaterinodar (Пе́рвый штурм Екатеринода́ра) fue una operación llevada a cabo infructuosamente entre el 27 (9) y el 31 de marzo (13 de abril) de 1918 por el Ejército de Voluntarios del general Lavr Kornílov contra el Ejército Revolucionario del Sudeste de Alekséi Avtonómov y Iván Sorokin. Formó parte de lo ofensiva de los primeros en la Primera Campaña del Kubán desde el Don al Kubán, en cuya orilla se halla Yekaterinodar, la actual Krasnodar.
Fue la primera batalla campal importante de la Guerra Civil Rusa.

## Antecedentes políticos y militares

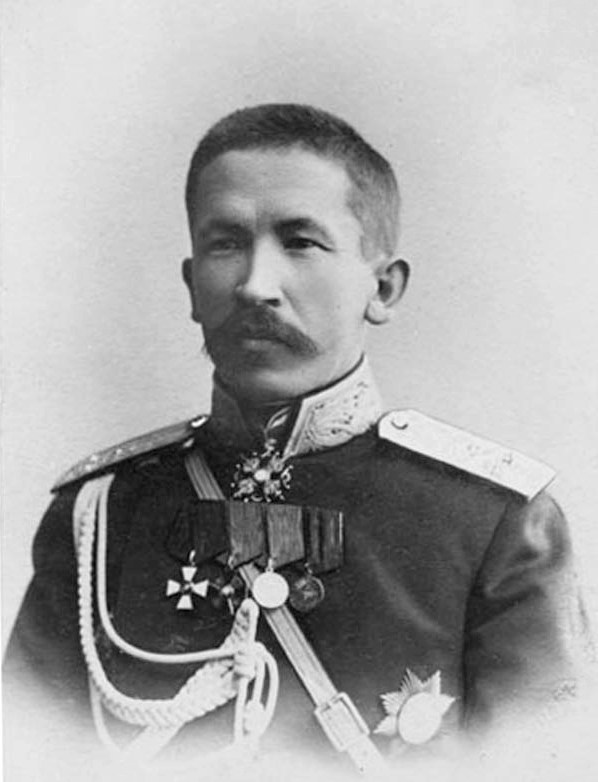
Lavr Kornílov en 1916.

La operación fue precedida por las negociaciones entre el Ejército de Voluntarios y la República Popular del Kubán, que trataban de proclamar su independencia. El 3 (17 de marzo) de 1918, tras la tenaz resistencia de los cosacos del Kubán, que deseaban conservar la autonomía del ejército del Kubán, se firmó en Novodmítriyevskaya un contrato de alianza por el que las unidades militares del gobierno del Kubán fueron incluidas en el ejército de Kornílov y el abastecimiento del Ejército de Voluntarios corría por su cuenta. De ese modo el ejército de Kornílov alcanzaba las 6000 bayonetas, de las cuales se formaron tres brigadas. El número de piezas de artillería aumentó a 20.
El ejército así formado permaneció en Novodmítriyevskaya hasta el 8 (22 de marzo), mientras se elaboraba el plan de ataque a Yekaterinodar. En este periodo de organización del ejército se resistieron los ataques de Alekséi Avtonómov desde Grigóriyevskaya. El inicio de la ofensiva se centró en la conquista de las posiciones y almacenes ocupadas por el Ejército Rojo al sur de Yekaterinodar -para cortar las comunicaciones con Novorosíisk-, tomándose el 10 (24 de marzo) la stanitsa Gueórguiye-Afípskaya. Kornílov tomó la decisión de iniciar el asalto el 16 (30 de marzo), presionado por el refuerzo de las posiciones de los bolcheviques. Avtonómov y Sorokin trasladaron a la capital a varias unidades de guardias rojos y declararon el estado de sitio. Estaban apoyados por tres baterías de artillería en las inmediaciones de Sennói, un tren blindado tripulado por marineros y tres automóviles blindados.
En caso de éxito del Ejército de Voluntarios se presentaba la posibilidad de fundar una base para el Movimiento Blanco en el sur de Rusia y crear un ejército potente de cosacos del Kubán, cualquier otra opción amenazaba la misma existencia del ejército del general Kornílov. A pesar del alto riesgo del ataque a un adversario que se defiende en una gran ciudad fortificada, superior numéricamente y en suministros, Kornílov decidió atacar. Optó por la sorpresa al dirigir el ataque hacia el oeste, cruzando el Kubán con transbordadores por la stanitsa Yelizavétinskaya, en lugar del ataque esperado por Sorokin desde Gueórguiye-Afípskaya a través de Enem por los puentes hacia Páshkovskaya desde el sur de la ciudad.

## Curso de la batalla

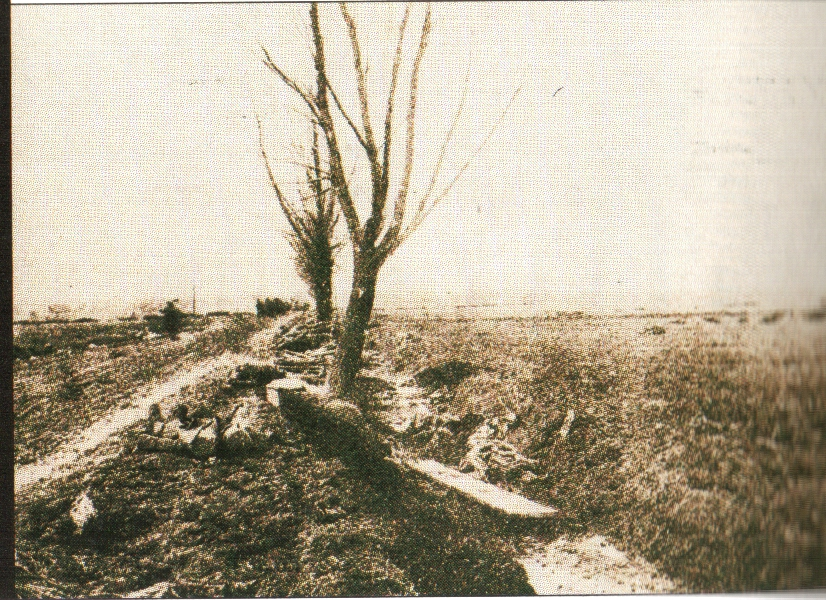
Camino de Yelizavétinskaya a Yekaterinodar (marzo de 1918).

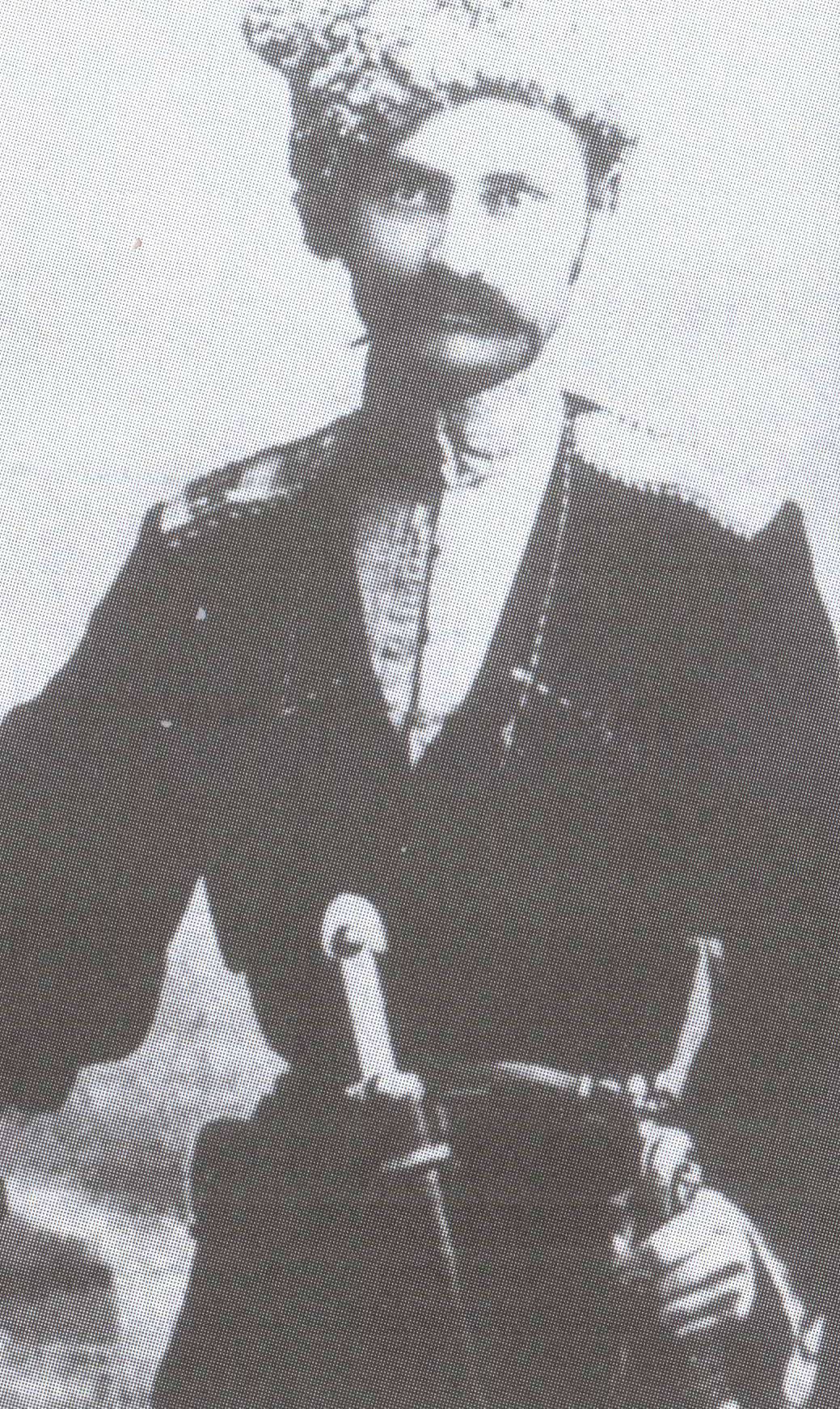
Iván Sorokin.

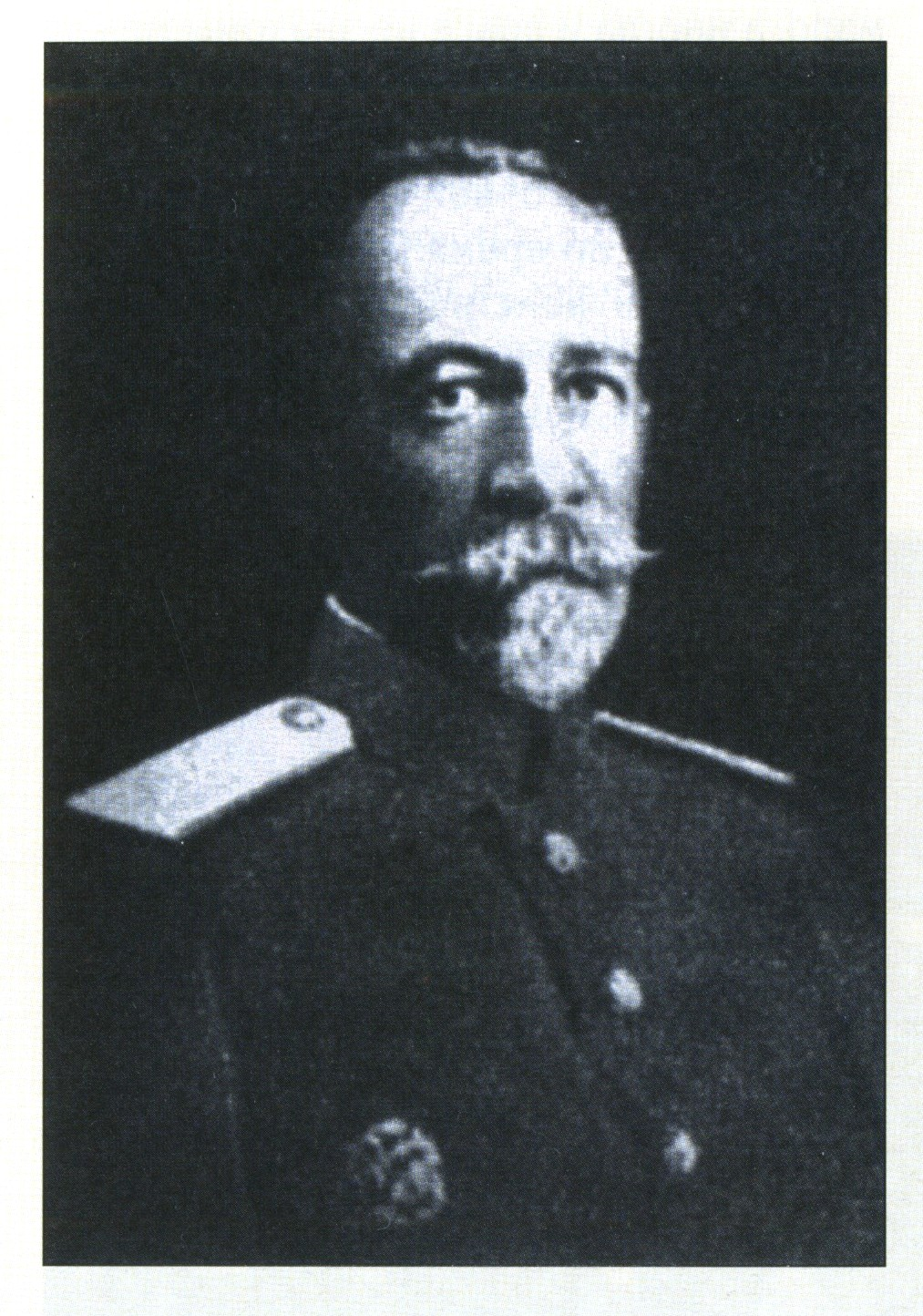
Borís Kazanóvich.

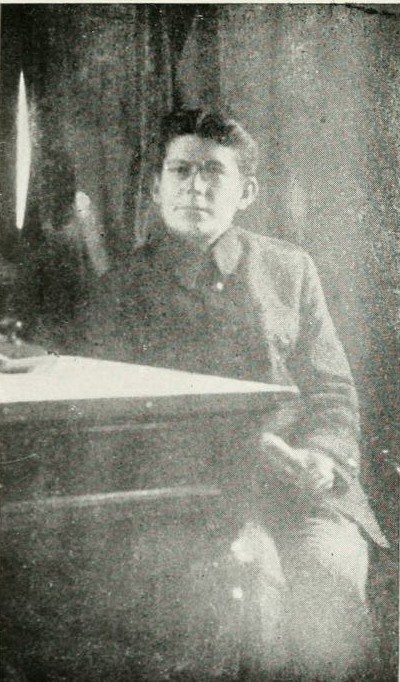
Alekséi Avtonómov.

El 27 de marzo, las tropas del general Iván Erdeli ejecutaron la ocupación del transbordador en la stanitsa Yelizavétinskaya, mientras las tropas del general Kazanóvich realizaban una asalto frontal que hizo retirarse a los grupos de bolcheviques en la zona, que trataban de impedir el paso de los blancos.
En la mañana del 28 de marzo, el Ejército de Voluntarios comenzó a rodear Yekaterinodar cerrando el paso por las vías férreas hacia el norte por donde les llegaban refuerzos, mientras se esperaba la sublevación de los cosacos de la stanitsa Páshkovskaya, que finalmente le enviarían a Kornílov algunos refuerzos. Motivado por estos primeros éxitos Kornílov decidió no dar tiempo a los bolcheviques a recuperarse de estas derrotas, en vista de su inestable moral, y apresurar el ataque. Los combates fueron encarnizados, dándose alternativas en las ofensivas. La artillería blanca tuvo serias dificultades para ser efectiva. Consciente de su superioridad numérica, Avtonómov rechazó una tras otra las ofensivas blancas recurriendo a la concentración de sus reservas en los diversos lugares de combate y con el uso exhaustivo de la artillería. Sorokin se desplazaba de una a otra parte del frente alentando a los combatientes y dando instrucciones. En la defensa participaron un millar de delegados que asistían al 2º Congreso de los Soviets del Kubán, entre los que se destacó el grupo de Iván Gaichents, al que Sorokin le encargaría tareas de mando.
Pese a las tareas de defensa, los blancos avanzaban, haciéndose con el control de los arrabales del sur de la ciudad, lo que daba esperanzas de que los bolcheviques se retirarían como había ocurrido en combates previos en stanitsas. En los combates resultaron heridos el general Kazanóvich, los comandantes cosacos Serguéi Ulagái y Piotr Písarev (Kubán y el yesaúl R. G. Lázarev (Don). Pese a que los combates prosiguieron por la noche del 28, no se consiguió doblegar la defensa de la ciudad. Al campamento blanco llegaba la noticia de la salida desde Novorosíisk de un tren tripulado por marineros revolucionarios en auxilio de la ciudad.
El comandante del ejército blanco escogió como base del Estado Mayor la granja Yekaterinodarski, junto al Kubán, desde donde se podía contemplar la ciudad perfectamente. Sin embargo los bolcheviques, apercibidos de su situación comenzaron a hacer fuego con tres baterías contra la granja el 29 de marzo. El general Iván Romanovski indicó al comandante la conveniencia de trasladarse ante tal peligro, sin embargo Kornílov desatendió el consejo, pues no quería apartarse del ejército contando con la seguridad de que poco tiempo después se trasladaría al arrabal de la ciudad atacada.
El 29 de marzo, Kornílov se acercó al lugar de la batalla junto al regimiento de oficiales del general Serguéi Márkov. Tras la visita al frente, Kornílov decidió reiniciar la ofensiva para hacerse con el noroeste de la ciudad como objetivo principal. A las 12.45 el general Márkov recibió la orden de apoderarse de los cuarteles de artillería montada para luego ocupar la parte norte para llegar a la estación Chernomórskaya, ocupada por los bolcheviques. El ataque, encabezado personalmente por Márkov, fue coronado con éxito, derrotando al 1.er Regimiento de Yekaterinodar y otras unidades rojas. A continuación se dio una nueva ofensiva de los rojos, que fue contrarrestado por las tropas del teniente coronel Mitrofán Nézhentsev, que murió en la defensa. El ataque quedó bajo la iniciativa de V. Indeikin, que fue herido y llevado a la retaguardia, quedando al mando el capitán V. Kúrochkin, poco tiempo después abatido. Al quedar sin jefes, el regimiento inició la retirada. Por la noche, las tropas de Márkov se retiraron a la región de las curtidurías por orden de Kornílov. Sin embargo, Kazanóvich, con 150 de sus hombres y 100 cosacos de Yelizavétinskaya realizó una incursión que llegó a la retaguardia roja en el centro de la ciudad, que ocuparon hasta el amanecer del siguiente día, pero la falta de comunicación con Kornílov y Márkov impidió el mantener la posición y Kazanóvich ordenó el regreso a las filas blancas.
En el tercer día de asalto, el 30 de marzo, las fuerzas blancas estaban extenuadas y comenzaban a carecer de pertrechos. Se calcula que tuvieron 1500 bajas y muchos oficiales estaban heridos o habían caído en la batalla. Los combates en la ciudad perdieron intensidad, ambas partes estaban extenuadas. Los cosacos del Kubán, a la vista de la situación, comenzaron a desertar, marchándose a sus casas. El avance de las líneas blancas era detenido por las tropas frescas de reserva de Sorokin. Los defensores gozaban de una posición ventajosa, al recibir refuerzos desde Tijorétskaya, Kavkázskaya y Novorosíisk por las tres líneas ferroviarias que no habían conseguido bloquear los blancos. El comandante Avtonómov tenía a su disposición grandes reservas de granadas y morteros que lanzaba a discreción sobre las líneas del Ejército de Voluntarios, mientras que tanto las baterías como los soldados de Kornílov tenían que racionar las municiones y no siempre podían devolver el fuego al adversario.
Era el primer obstáculo en la campaña del Ejército de Voluntarios y no tenía adónde retroceder, su única opción era la toma de la ciudad, pues habiéndose dispersado por la estepa del Kubán, podría correr el riesgo de acabar eliminado como el regimiento de caballería de los Teké turcomanos o el de Víktor Manakin. Por la tarde del 30 de marzo el comandante en jefe reunió un consejo de guerra al que asistieron Mijaíl Alekséyev, Antón Denikin, Iván Romanovski, Serguéi Márkov,  Afrikán Bogayevski, Aleksandr Filimónov y Luká Bych, al que Kornílov invitó pese a sus desavenencias respecto a las intenciones restauradoras del Ejército de Voluntarios. Pese a que el cuadro que se presentaba era bastante lúgubre, Kornílov decidió realizar un último ataque con el fin de tomar la ciudad. El general Alekséyev indicó la conveniencia de realizar el ataque el día 1 de abril dejando el 31 de marzo como descanso y reagrupación de las tropas, a lo que Kornílov accedió.

### Muerte de Kornílov

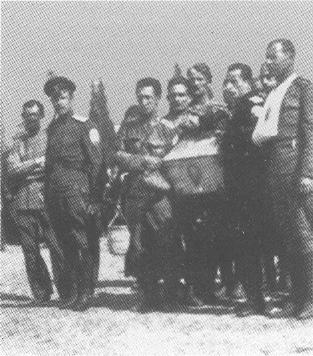
Entierro de Nézhentsev, el 31 de marzo (13 de abril) de 1918).

La granja a orillas del Kubán donde Kornílov había instalado el Estado Mayor seguía siendo objeto de los ataques de la artillería roja. Sus auxiliares insistían en que debía trasladarse, pero Kornílov menospreciaba el peligro de los proyectiles. El mismo 31 de marzo, desestimó el consejo por la inmediatez del ataque, al día siguiente, 1 de abril. En su última noche el general no consiguió dormir, como atestigua su auxiliar el jefe de los Teké, Rezak Bey Jadzhíyev. A las 6 de la mañana, Kornílov asistió al entierro del cuerpo de Nézhentsev. Al volver a la granja escuchó los informes de Bogayevski y Denikin y fijó los objetivos del ataque del día siguiente. A las 7:20 de la mañana, un proyectil lanzado por una batería bolchevique hacía impacto en la granja, abriendo el muro y explosionando en el interior, provocando la muerte de Kornílov.
El cuerpo del comandante en jefe fue trasladado con la escolta de la caballería Teké a la colonia de alemanes Gnachbau, donde fue enterrado el 2 de abril en un ataúd de madera de pino, en una ceremonia de réquiem oficiada por el sacerdote de Yelizavétinskaya. El entierro se desarrolló en secreto y se allanó la tumba para esconderla de los bolcheviques. Se pretendía también esconder la noticia de la muerte de Kornílov a las tropas hasta la tarde, pero la noticia se filtró entre las líneas del Ejército de Voluntarios. Denikin fue nombrado comandante en su lugar, el cual comprendió que el golpe moral era demasiado fuerte como para seguir intentando asaltar la ciudad y que la mejor opción era salvar a las tropas y conservar la posibilidad de continuar la lucha. En consecuencia, se ordenó la retirada a marchas forzadas en dirección al norte, hacia Medvédovskaya y, más tarde, a Diadkóvskaya.